# تسای تونگ‌تونگ
تسای تونگ‌تونگ (به انگلیسی: Cai Tong-Tong) ژیمناست زادهٔ ۷ فوریهٔ ۱۹۹۰ میلادی اهل کشور چین است.